# Slow Down (sång)
Slow Down är en sång av den amerikanska sångerskan Selena Gomez, taget från hennes debutalbum som soloartist, Stars Dance. Gomez uppförde sången första gången den 3 juni 2013. Samma dag blev "Slow Down" tillgänglig att ladda ner via iTunes i samband med när man förbokade albumet Stars Dance. Sången skickades till amerikansk mainstream radio som den andra singeln från albumet den 13 augusti 2013.

## Musikvideo
En musikvideo för "Slow Down" filmades i Paris, Frankrike med ett par dansare. Videon läcktes ut på internet den 19 juli 2013, och laddades senare upp officiellt på YouTube samma dag. I videon sitter Gomez i baksätet i en 1964 Pullman 600 Mercedes-Benz. Bilscenerna kombineras sedan med när Gomez även dansar både i en klubb, samt med ett gäng bakgrundsdansare i ett mindre rum bland blinkande neonljus.

## Liveframträdanden
Gomez framförde "Slow Down" live för första gången i The Tonight Show with Jay Leno den 24 juli 2013. Sången framfördes även som extranummer under Gomez turné Stars Dance Tour.

## Låtlista
| - Digitala Remixer 1. "Slow Down" (Chew Fu Refix) – 5:48 2. "Slow Down" (Danny Verde Remix) – 6:49 3. "Slow Down" (Djlw Remix) – 6:56 4. "Slow Down" (Jason Nevins Remix) – 5:54 5. "Slow Down" (Smash Mode Remix) – 5:21 - Reggae Remixer 1. "Slow Down" (Sure Shot Rockers Reggae Remix) – 7:15 2. "Slow Down" (Sure Shot Rockers Reggae Radio Edit) – 3:38 3. "Slow Down" (Sure Shot Rockers Reggae Dub Remix) – 3:16 | - Brittisk EP 1. "Slow Down" – 3:30 2. "Lover in Me" – 3:28 3. "I Like It That Way" – 4:11 4. "Come & Get It" (Cosmic Dawn Club Remix) – 6:28 |

## Topplistor
| Lista (2013)                      | Topplacering |
| --------------------------------- | ------------ |
| Australien (ARIA Charts)          | 93           |
| Belgien (Flandern)                | 2            |
| Belgien (Vallonien)               | 40           |
| Frankrike (SNEP)                  | 31           |
| Grekland (Greece Digital Songs)   | 8            |
| Irland (IRMA)                     | 98           |
| Kanada (Canadian Hot 100)         | 29           |
| Mexiko (Monitor Latino)           | 16           |
| Storbritannien (UK Singles Chart) | 106          |
| Sydkorea (Gaon Chart)             | 15           |
| Tjeckien (Rádio Top 100)          | 12           |
| USA (Adult Top 40)                | 26           |
| USA (Billboard Hot 100)           | 27           |
| USA (Hot Dance Club Songs)        | 1            |
| USA (Latin Pop Songs)             | 39           |
| USA (Mainstream Top 40)           | 28           |
| USA (Billboard Rhythmic)          | 33           |
| Venezuela (Record Report)         | 1            |
| Österrike (Ö3 Austria Top 40)     | 71           |

### Certifikat
| Land              | Certifikat | Försäljning |
| ----------------- | ---------- | ----------- |
| Mexiko (AMPROFON) | Guld       | 30,000      |
| USA (RIAA)        | Platina    | 1,000,000   |

## Utgivningshistorik
| Land           | Datum           | Format           | Skivbolag         |
| -------------- | --------------- | ---------------- | ----------------- |
| USA            | 13 augusti 2013 | Mainstream radio | Hollywood Records |
| USA            | 20 augusti 2013 | Remixer          | Hollywood Records |
| Storbritannien | 20 oktober 2013 | EP               | Hollywood Records |